# Czartoryski II
Czartoryski II – polski herb książęcy, odmiana herbu Pogoń Litewska i Czartoryski I. Herb własny rodziny Czartoryskich.

## Opis herbu

### Opis historyczny
Juliusz Ostrowski blazonuje herb następująco:

W polu czerwonem na zielonej murawie jeździec na białym koniu w zbroi, szyszaku, z pióropuszem, z mieczem w prawej i tarczą błękitną obramowaną złotem z podwójnym krzyżem złotym na lewej ręce, pod przedniemi nogami konia zamek srebrny o trzech wieżach. Nad tarczą mitra. Tarczę podtrzymują dwaj rycerze z pióropuszami na hełmach, oparci o tarcze błękitne obramowane złotem z podwójnym krzyżem złotem. Cały herb okrywa czerwony płaszcz podbity gronostajami u góry przykryty czapką na kształt baldachimu.

### Opis współczesny
Opis skonstruowany współcześnie brzmi następująco:
Na tarczy o polu czerwonym rycerz na koniu wspiętym, z mieczem i tarczą owalną, błękitną, na której krzyż podwójny złoty, a pod nim na murawie, z prawej strony zamek srebrny o trzech wieżach.
Nad tarczą mitra książęca.
Trzymaczami są dwaj rycerze z pióropuszami na hełmach, oparci o tarcze błękitne obramowane złotem z podwójnym krzyżem złotem.
Całość otacza płaszcz heraldyczny, podbity gronostajem.
Płaszcz zwieńcza czapka na kształt baldachimu.

## Geneza
Herb Czartoryski II wzmiankuje herbarz Johanna Siebmachera, skąd do swojego dzieła zapożyczył go Juliusz Ostrowski. Jednym z elementów odróżniających ten herb od wersji podstawowej herbu Czartoryski jest zamek z trzema wieżami zamiast trzech wież oraz trzymacze. Wizerunek herbu pochodzi z nadania z 9 czerwca 1785 dla Adama Kazimierza Czartoryskiego. Podanie o zatwierdzenie tytułu złożył książę Adam w imieniu domów Czartoryskich i Sanguszków. Podstawą zatwierdzenia tytułu miało być właśnie pochodzenie od Giedymina. Monarcha austriacki zatwierdził im także tytuł Cellissimus (pol. jaśnie oświecony), co stawiało ich pod względem urodzenia na równi z dynastiami panującymi. W roku 1862 potwierdzono Czartoryskim tytuł Durchlaucht (pol. książęca mość) i Fürstliche gnade (pol. książęca łaska). W roku 1805 książę Kazimierz Czartoryski otrzymał indygenat węgierski, rodzina miała też potwierdzony tytuł w Rosji (1815) i w Hiszpanii tytuł Granda. 

## Herbowni
Informacje na temat herbownych w artykule sporządzone zostały na podstawie wiarygodnych źródeł, zwłaszcza klasycznych i współczesnych herbarzy. Należy jednak zwrócić uwagę na częste zjawisko przypisywania rodom szlacheckim niewłaściwych herbów, szczególnie nasilone w czasie legitymacji szlachectwa przed zaborczymi heroldiami, co zostało następnie utrwalone w wydawanych kolejno herbarzach. Identyczność nazwiska nie musi oznaczać przynależności do danego rodu herbowego. Przynależność taką mogą bezspornie ustalić wyłącznie badania genealogiczne.
Pełne listy herbownych nie są dziś możliwe do odtworzenia, także ze względu na zniszczenie i zaginięcie wielu akt i dokumentów w czasie II wojny światowej (m.in. w czasie powstania warszawskiego w 1944 spłonęło ponad 90% zasobu Archiwum Głównego w Warszawie, gdzie przechowywana była większość dokumentów staropolskich). Nazwisko znajdujące się w artykule pochodzi z Herbarza polskiego, Tadeusza Gajla. Występowanie danego nazwiska w artykule nie musi oznaczać, że konkretna rodzina pieczętowała się herbem Czartoryski II. Często te same nazwiska są własnością wielu rodzin reprezentujących wszystkie stany dawnej Rzeczypospolitej, tj. chłopów, mieszczan, szlachtę. Herb Czartoryski II jest herbem własnym, wiec do jego używania uprawniona jest zaledwie jedna rodzina: Czartoryscy.

## Galeria

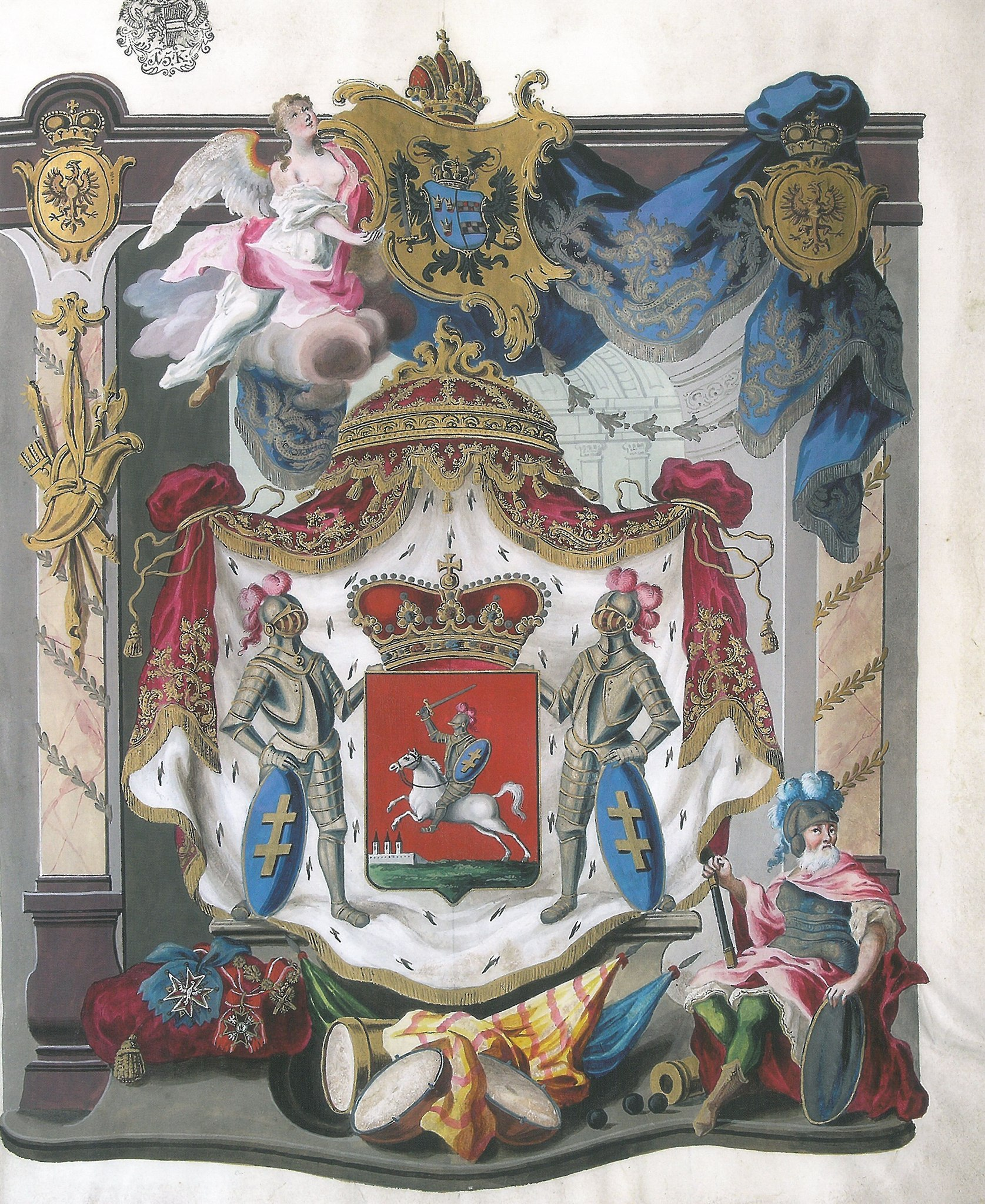
Ilustracja herbu Czartoryski II z dokumentu potwierdzającego książęcy tytuł (1785).
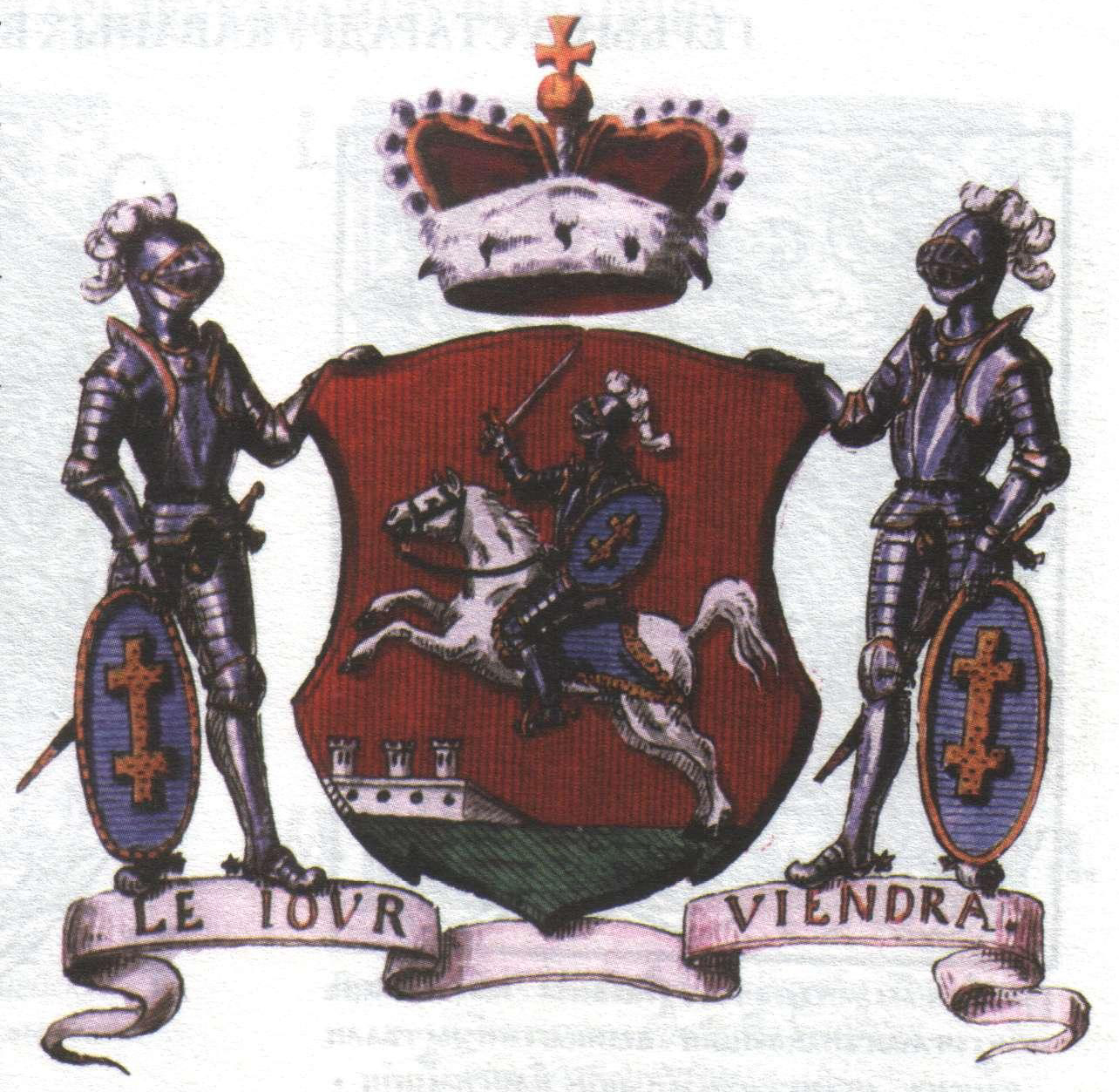
Wizerunek herbu z dewizą herbową (1801–1815).
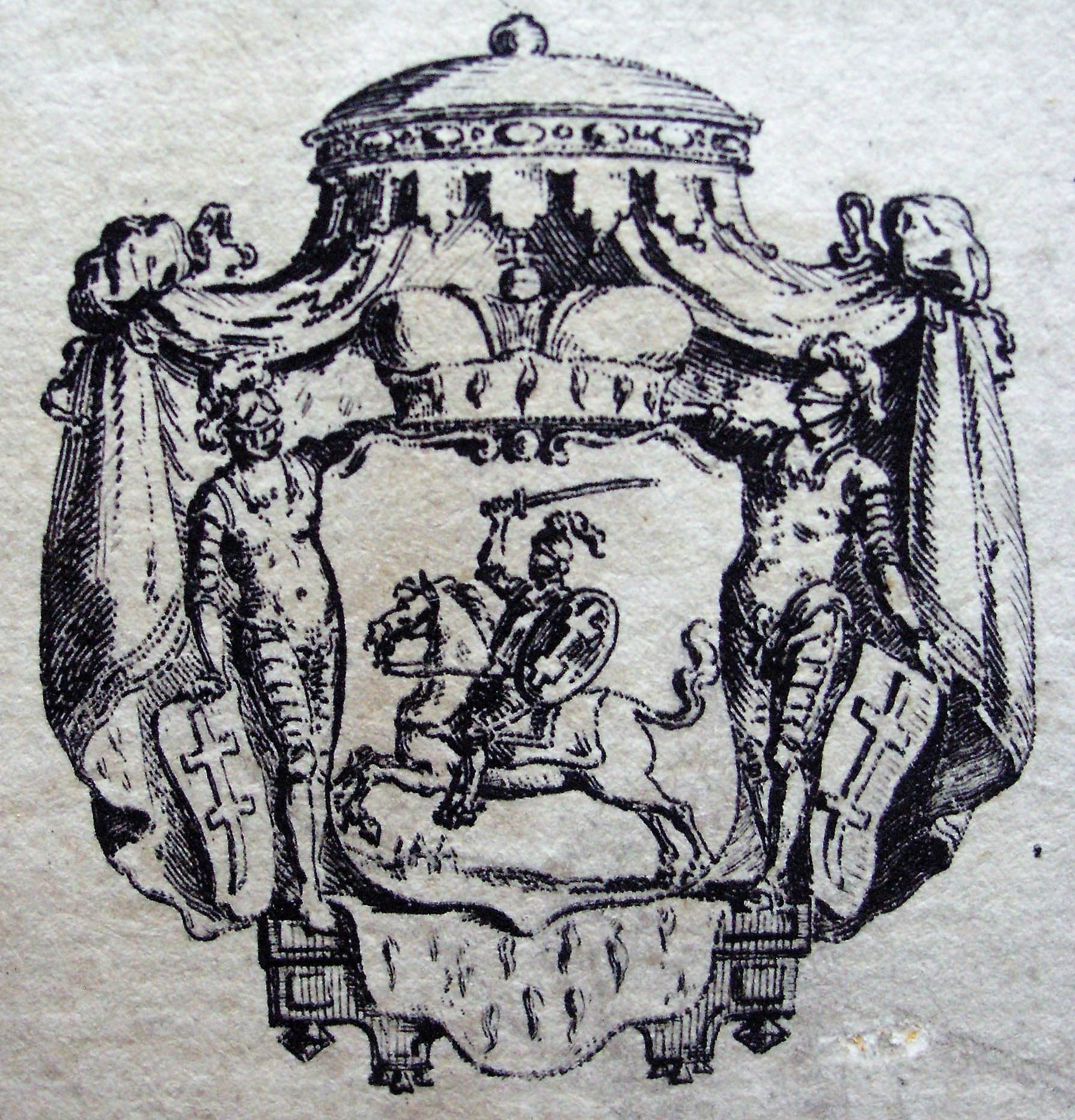
Fragment grafiki herbu Adama Kazimierza Czartoryskiego (XIX w.).